# فيكتور جورج
فيكتور جورج (بالإنجليزية: Victor George)‏ هو مصور هندي، ولد في 10 أبريل 1955 في منطقة كوتايام في الهند، وتوفي في 9 يوليو 2001 في Thodupuzha ‏ في الهند.